# Альбатросы

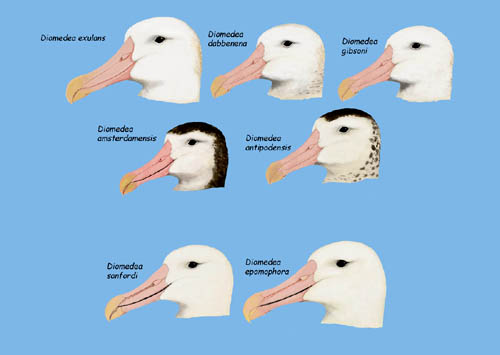
Сравнение видов рода Diomedea

Альбатросы (лат. Diomedea) — род морских птиц, относящийся к семейству альбатросовых (Diomedeidae). Прежде род включал в себя все виды семейства за исключением дымчатых (Phoebetria) альбатросов (различают светлоспинных и темноспинных дымчатых альбатросов), однако в 1996 году было принято решение зарегистрировать два новых рода Thalassarche и Phoebastria и часть птиц перенести туда. (Nunn et al., 1996) В настоящее время род выделяет две группы птиц — странствующий, галапагосский и амстердамский альбатросы вместе формируют одну группу, а все остальные виды другую. Изменение в классификации было одобрено большинством орнитологов, однако были и противники такого разделения.
Самыми крупными альбатросами и одними из самых крупных летающих птиц на земле считаются странствующий и королевский альбатросы (Diomedea epomophora). Размах крыльев может достигать 3,7 м (в среднем чуть менее 3 м), что является абсолютным рекордом. Взрослые птицы могут достигать массы 11 кг, что сравнимо с массой крупного лебедя.
Оперение взрослых альбатросов преимущественно белое, причём с возрастом они становятся ещё светлее. Полностью белое оперение встречается у королевских альбатросов в любом возрасте и у крупных взрослых особей странствующего альбатроса. У самок остальных видов, а также у молодых птиц окончания перьев чёрные. В общих чертах, чем меньше вид или подвид, тем его перья имеют более тёмный коричневатый оттенок. У недавно открытого вида Diomedea amsterdamensis оперение в любом возрасте преимущественно тёмно-бурое.
Обитают альбатросы в Южном океане (недавнее образование — воды, окружающие Антарктиду) и в основном гнездятся на отдалённых островах. Странствующие альбатросы устраивают свои гнёзда на всём протяжении Южного океана от Южной Георгии и островов Тристан-да-Кунья до Индийского океана и субантарктическом поясе Новой Зеландии. Королевские альбатросы гнездятся только в Новой Зеландии, в частности в большой птичьей колонии полуострова Отаго.

## Систематика и эволюция
Род Diomedea — Альбатросы:
- Diomedea sanfordi (Murphy, 1917)
- Diomedea epomophora Lesson, 1825 — Королевский альбатрос
- Diomedea exulans Linnaeus, 1758 — Странствующий альбатрос
- Diomedea dabbenena Mathews, 1929
- Diomedea antipodensis Robertson & Warham, 1992
- Diomedea amsterdamensis Roux, Jouventin, Mougin, Stahl & Weimerskirch, 1983 — Амстердамский альбатрос

Наиболее ранние находки птиц из рода альбатросов относятся к среднему миоцену около 12 — 15 млн лет назад.
Ископаемые виды (Olson, 1985; Haaramo, 2005)
- Diomedea milleri (Средний миоцен, Sharktooth Hill и, возможно, средний миоцен, Орегон, США)
- Diomedea sp. (Поздний миоцен, п-ов Вальдес (Аргентина), Антарктика)
- Diomedea sp. (Ранний плиоцен, ЮАР)
- Diomedea sp. (Ранний плиоцен, Флорида, США)